# Büro der Vereinten Nationen in Nairobi
Das Büro der Vereinten Nationen in Nairobi (englisch United Nations Office at Nairobi, UNON) bezeichnet seit 1996 die Außenstelle der Vereinten Nationen in der kenianischen Hauptstadt Nairobi. Der Bürokomplex liegt im Ortsteil Gigiri und umfasst die Büros von 24 Organisationen und Programmen der Vereinten Nationen.
Das Büro ist nicht regelmäßiger Tagungsort für Hauptorgane der Vereinten Nationen. Im November 2004 hielt jedoch der Sicherheitsrat der Vereinten Nationen auf Drängen des damaligen US-Botschafters John Danforth eine Sitzung in Nairobi zur Lage im Sudan ab.
Vom 6. bis 17. November 2006 fand im UNON die UN-Klimakonferenz statt. Es handelte sich gleichzeitig um
- die zwölfte Konferenz der Vertragsstaaten der Klimarahmenkonvention der Vereinten Nationen (COP12) und
- die zweite Konferenz der Vertragsstaaten des Kyoto-Protokolls (CMP2).

## Beheimatete UN-Organisationen und Programme

### Programme mit Hauptsitz in Nairobi
- Umweltprogramm der Vereinten Nationen (UNEP)
- Programm der Vereinten Nationen für menschliche Siedlungen (UN-HABITAT)

### Programme und Organisationen mit Regionalbüros in Nairobi
- FAO – Ernährungs- und Landwirtschaftsorganisation
- ICAO – Internationale Zivilluftfahrtorganisation
- ILO – Internationale Arbeitsorganisation
- IMO – Internationale Seeschifffahrts-Organisation
- IMF – Internationaler Währungsfonds
- UNIFEM – Entwicklungsfonds der Vereinten Nationen für Frauen
- UNDP – Entwicklungsprogramm der Vereinten Nationen
- UNDCP – Büro der Vereinten Nationen für Drogen- und Verbrechensbekämpfung
- UNESCO – Organisation der Vereinten Nationen für Erziehung, Wissenschaft und Kultur
- UNHCR – Hoher Flüchtlingskommissar der Vereinten Nationen
- UNIDO – Organisation der Vereinten Nationen für industrielle Entwicklung
- UNICEF – Kinderhilfswerk der Vereinten Nationen
- UNOPS – Entwicklungsprogramm der Vereinten Nationen
- United Nations Population Fund
- UNAIDS – Gemeinsames Programm der Vereinten Nationen zu HIV/AIDS
- Weltbank
- WFP – Welternährungsprogramm der Vereinten Nationen
- WHO – Weltgesundheitsorganisation
- UNCRD (United Nations Center for Regional Development)[4]

### Weitere Einrichtungen der Vereinten Nationen
- United Nations Common Air Services (UNCAS)
- Amt der Vereinten Nationen für die Koordinierung humanitärer Angelegenheiten (OCHA)
- Politisches Büro der Vereinten Nationen für Somalia (UNPOS)
- United Nations Centre for Regional Development Africa Office (UNCRD)
- Büro des Informationszentrums der Vereinten Nationen (UNIC), zuständig für Kenia, Uganda und die Seychellen[5]